# Ford Transit Connect
De Ford Transit Connect is een compacte bestelwagen gemaakt door Ford.

## Eerste generatie 2002-2013
De eerste Ford Transit Connect werd geïntroduceerd in 2002. Hij maakt gebruik van het voorwielaangedreven Ford C170 platform van de oorspronkelijke internationale Ford Focus - hetzelfde platform dat momenteel wordt gebruikt met de Noord-Amerikaanse Ford Focus. De Connect is vervaardigd door Otosan in een geheel nieuwe fabriek in Gölcük, in de buurt van İzmit, Turkije, en sinds september 2009 in Roemenië door Automobile Craiova. In haar eerste jaar op de Noord-Amerikaanse markt werd de Transit Connect op de North American International Auto Show (NAIAS) bekroond als "North American Truck of the Year 2010". Sinds medio 2009 wordt de Transit Connect geëxporteerd naar de Verenigde Staten en Canada. Het model werd voor het eerst getoond in de Verenigde Staten op de 2008 Chicago Auto Show en het 2010 productiemodel werd geïntroduceerd op de show van 11 februari 2009. De invoering van de Noord-Amerikaanse variant viel samen met een facelift die een vernieuwde grille, een diepere voorbumper en een nieuw dashboard met de schakelinstallatie uit de Focus bracht.

### Varianten

#### Taxi
De Transit Connect was een van de drie finalisten (naast de Karsan V-1 en Nissan NV200) voor New York's Taxi van Morgen. Het winnende model is beloond met een 10-jarig contract. Uiteindelijk is op 4 mei 2011 voor de Nissan NV200 gekozen.

#### Transit Connect Electric
Op de 2009 Chicago Auto Show , Ford bevestigde de ontwikkeling van een accu-aangedreven versie van de Transit Connect. Later op de Autosalon van Genève in hetzelfde jaar, toonde Ford een elektrische prototype versie van de Ford Tourneo Connect, die nauw verwant is aan de Ford Transit Connect. Ford kondigde oorspronkelijk Smith Electric Vehicles aan voor het installeren van de elektrische aandrijvingen lithium-ion accu packs in de voertuigen, maar later gingen ze samen met Azure Dynamics Corporation werken, met Johnson Controls-Saft als de batterij-leverancier.

## Afbeeldingen

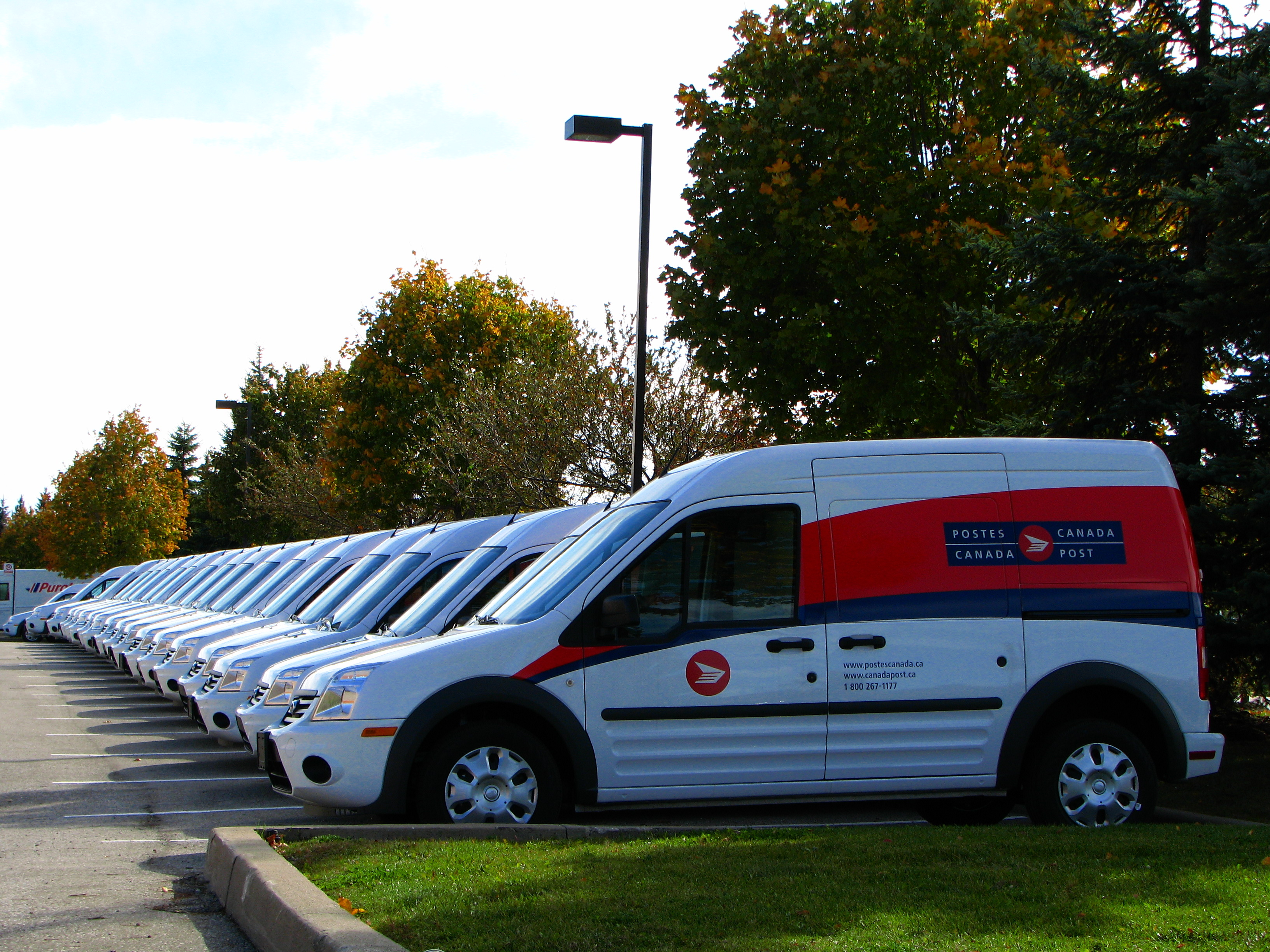
De Transit Connects van de Canadese post
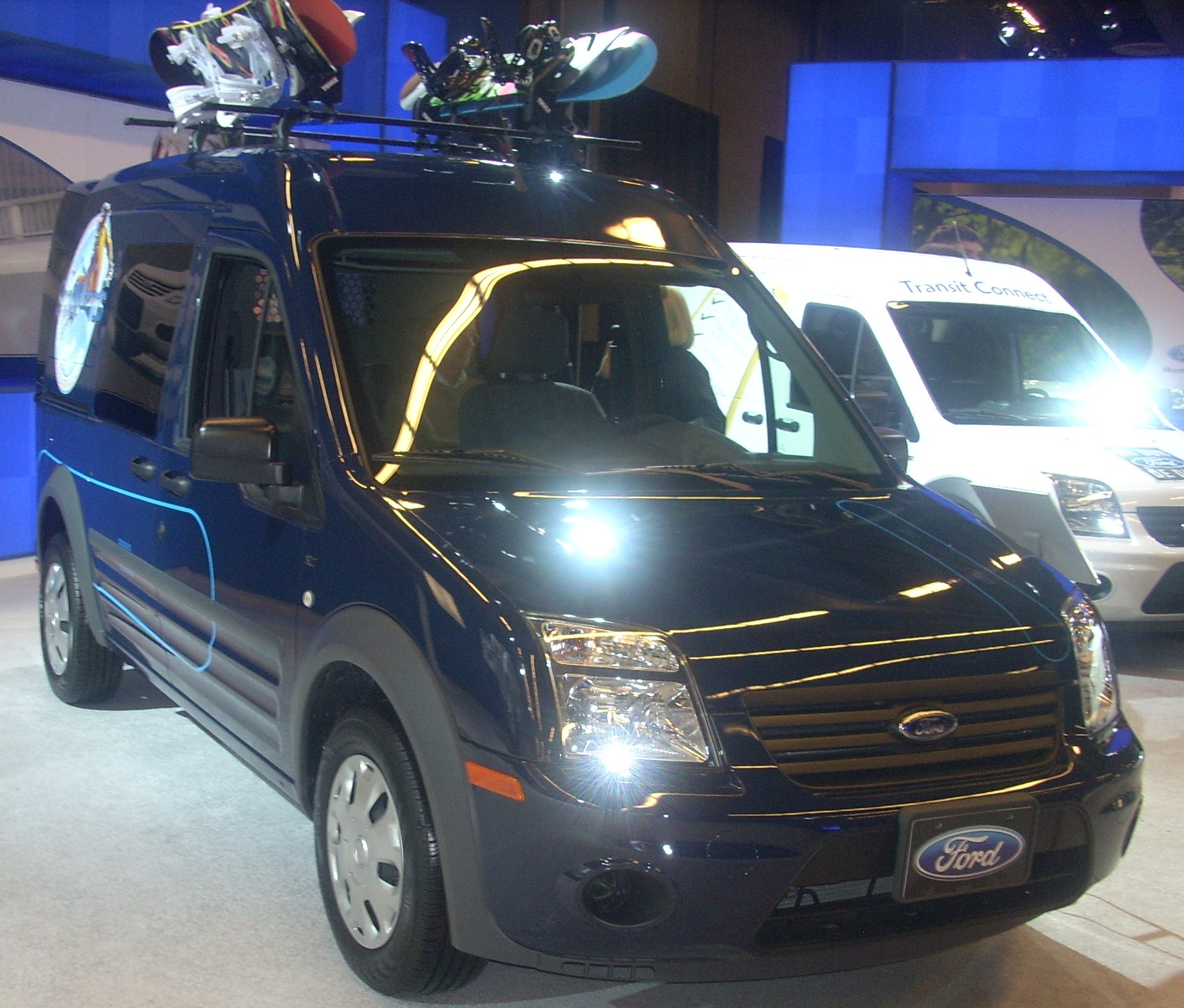
Het nieuwste model
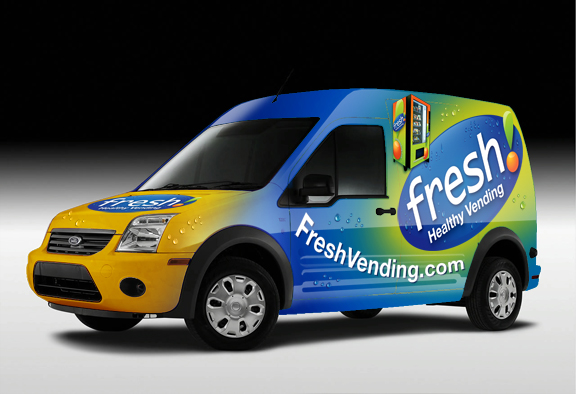
De Transit Connect van Fresh Vending

## Tweede generatie 2013-

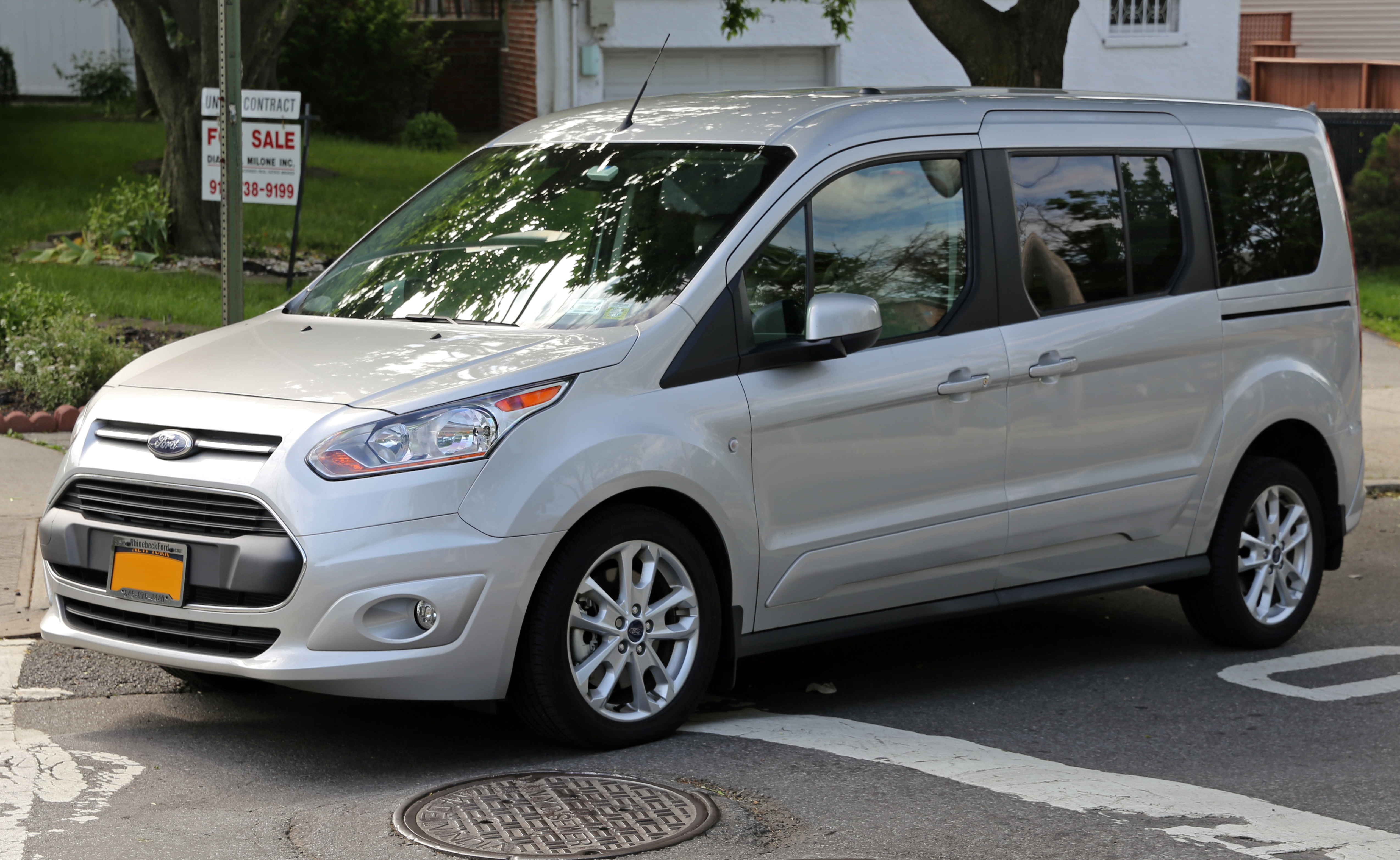
Ford Transit Connect (tweede generatie)

De tweede generatie van de Transit/Tourneo Connect werd voorgesteld op 6 september 2012 in Amsterdam. Op het salon van Parijs 2012 werd de nieuwe Tourneo Connect voorgesteld aan het grote publiek. De Tourneo Connect was bestelbaar vanaf eind 2013. De gloednieuwe Tourneo Connect werd ontwikkeld in het ontwikkelingscentrum van Ford in Europa, in samenwerking met het ingenieursteam van Ford Otosan in Turkije en worden gemaakt in het Spaanse Valencia.

### Technische Gegevens
|                                             | 1.0 EcoBoost               | 1.6 EcoBoost        | 1.6 TDCi                  | 1.6 TDCi                  | 1.6 TDCi              | 1.5 TDCi                  | 1.5 TDCi                   | 1.5 TDCi                   | 1.5 TDCi                   |
| Jaartal                                     | sinds 01/2014              | 01/2014–08/2015     | 01/2014–08/2015           | 01/2014–08/2015           | 01/2014–08/2015       | sinds 09/2015             | sinds 09/2015              | sinds 09/2015              | sinds 09/2015              |
| Motorkenmerken                              |                            |                     |                           |                           |                       |                           |                            |                            |                            |
| Motortype                                   | R3-Benzinemotor            | R4-Benzinemotor     | R4-Dieselmotor            | R4-Dieselmotor            | R4-Dieselmotor        | R4-Dieselmotor            | R4-Dieselmotor             | R4-Dieselmotor             | R4-Dieselmotor             |
| Cilinderinhoud                              | 999 cm³                    | 1596 cm³            | 1560 cm³                  | 1560 cm³                  | 1560 cm³              | 1498 cm³                  | 1498 cm³                   | 1498 cm³                   | 1498 cm³                   |
| max. Vermogen                               | 74 kW (100 PK) bij 6000tpm | 110 kW (150 PK) bij | 55 kW (75 PK) bij 4000tpm | 71 kW (95 PK) bij 3800tpm | 81 kW (110 PK) bij    | 55 kW (75 PK) bij 3750tpm | 74 kW (100 PK) bij 3750tpm | 88 kW (120 PK) bij 3600tpm | 88 kW (120 PK) bij 3600tpm |
| max. Koppel                                 | 170 Nm bij 1400–4000tpm    | 240 Nm bij          | 220 Nm bij                | 230 Nm bij                | 270 Nm bij            | 220 Nm bij 1700–2000tpm   | 250 Nm bij 2000–2500tpm    | 270 Nm bij 1750–2500tpm    | 300 Nm bij 2000–2500tpm    |
| Krachtoverbrenging                          |                            |                     |                           |                           |                       |                           |                            |                            |                            |
| Aandrijving                                 | Voorwielaandrijving        | Voorwielaandrijving | Voorwielaandrijving       | Voorwielaandrijving       | Voorwielaandrijving   | Voorwielaandrijving       | Voorwielaandrijving        | Voorwielaandrijving        | Voorwielaandrijving        |
| Transmissie                                 | handgeschakelde 6-bak      | Automatische 6-bak  | handgeschakelde 5-bak     | handgeschakelde 5-bak     | handgeschakelde 6-bak | handgeschakelde 5-bak     | handgeschakelde 5-bak      | handgeschakelde 6-bak      | 6-bak-Powershift           |
| Prestaties                                  |                            |                     |                           |                           |                       |                           |                            |                            |                            |
| Topsnelheid                                 | 165 km/h                   | 173 km/h            | 145 km/h                  | 160 km/h                  | 165 km/h              | 145 km/h                  | 163 km/h                   | 171 km/h                   | 168 km/h                   |
| 0–100 km/h                                  | 14,0 s                     | 10,9 s              | 17,8 s                    | 14,7 s                    | 13,8 s                | 17,8 s                    | 13,3 s                     | 12,6 s                     | 12,9 s                     |
| Brandstofverbruik per 100 km (gecombineerd) | 5,6 l Benzine              | 8,0 l Benzine       | 5,0 l Diesel              | 5,0 l Diesel              | 4,9 l Diesel          | 4,4–4,8 l Diesel          | 4,4–4,8 l Diesel           | 4,6 l Diesel               | 5,0 l Diesel               |
| CO2-Emissies (gecombineerd)                 | 129 g/km                   | 184 g/km            | 130 g/km                  | 130 g/km                  | 130 g/km              | 115–124 g/km              | 115–124 g/km               | 119 g/km                   | 129 g/km                   |
| Euro-Norm                                   | Euro 5 / Euro 6            | Euro 5              | Euro 5                    | Euro 5                    | Euro 5                | Euro 6                    | Euro 6                     | Euro 6                     | Euro 6                     |